# Eutrichota major
Eutrichota major este o specie de muște din genul Eutrichota, familia Anthomyiidae. A fost descrisă pentru prima dată de Malloch în anul 1919. Conform Catalogue of Life specia Eutrichota major nu are subspecii cunoscute.